# Bambole giapponesi

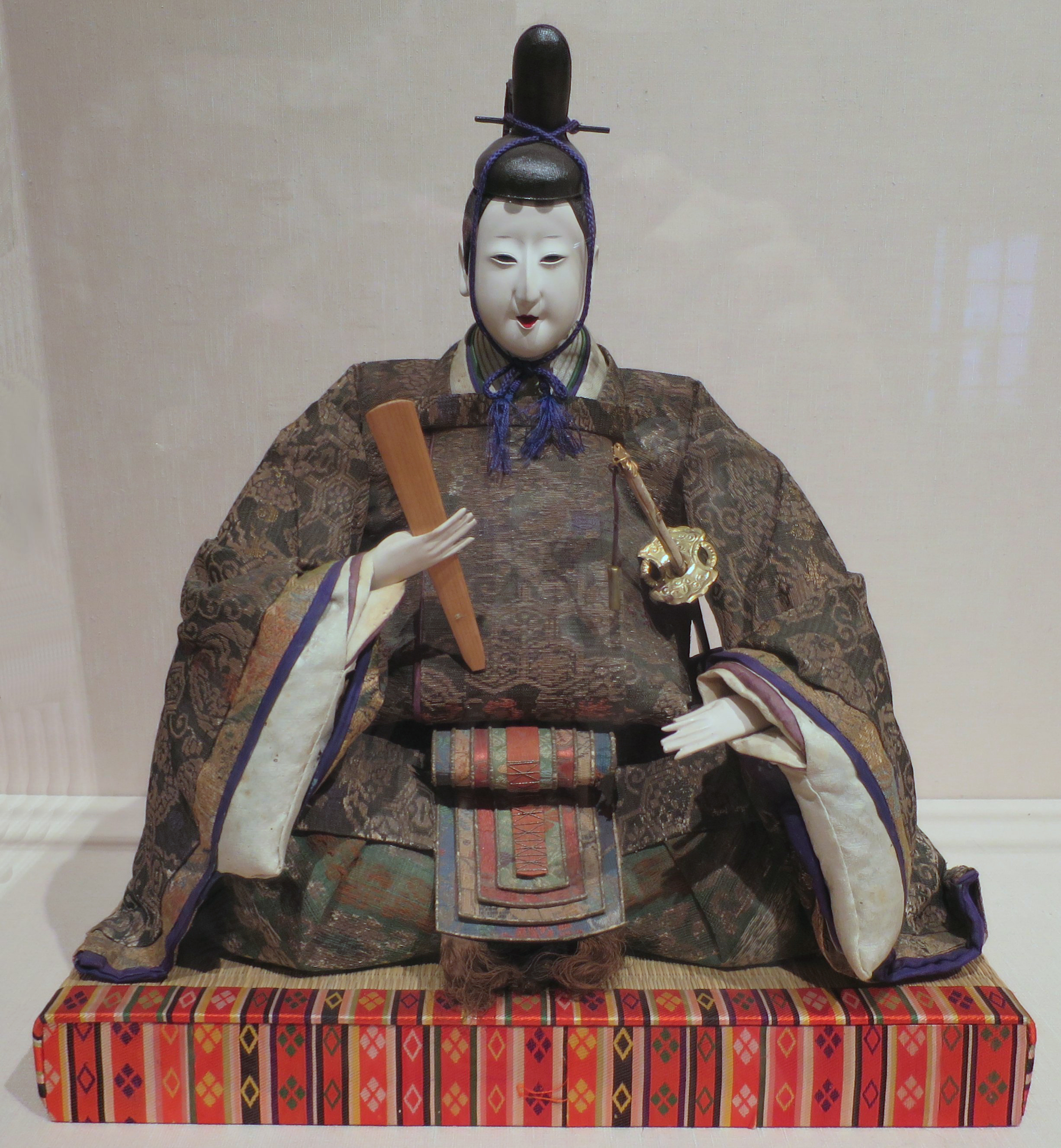
Bambola tradizionale raffigurante un imperatore giapponese

Le bambole giapponesi (人形?, ningyō) sono degli oggetti artigianali tradizionalmente appartenenti alla cultura nipponica. Dalle figure votive del periodo Jōmon sino alle raffinate creazioni in miniatura dei giorni nostri, queste opere sono state sia oggetti di maestria artigianale che veicoli di connessioni tra elementi religiosi e popolari, tramandati di generazione in generazione e reinterpretati in risposta alle mutazioni culturali e commerciali.

## Storia

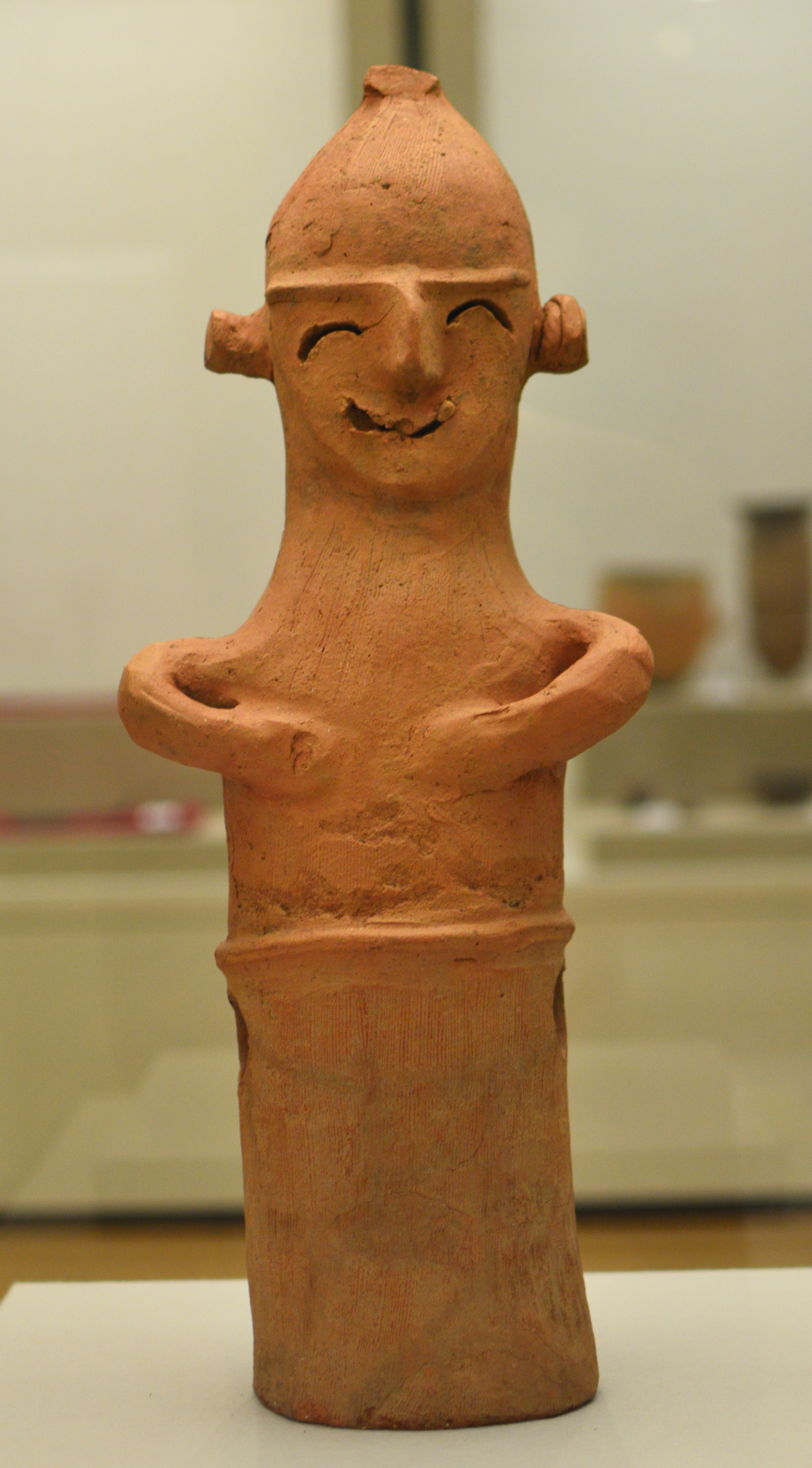
Haniwa

I più antichi manufatti giapponesi antropomorfi considerabili bambole mai rinvenuti sono i dogū, statuette di argilla legate al culto della fertilità risalenti al periodo Jōmon.
L'utilizzo della terracotta proseguì oltre al periodo Kofun, durante il quale si diffuse l'uso degli haniwa, figure utilizzate in ambito funerario, che erano ancora più simili ad effettivi fantocci. È solo dal periodo Nara che si iniziano a manifatturare bambole composte da altri materiali; esempio di ciò sono le hitogata, piccole bambole cerimoniali realizzate con legno e carta legate al culto shintoista.
Le bambole hanno avuto un'interpretazione votiva nell'arcipelago fino al periodo Heian, quando per la prima volta iniziano ad essere considerate anche giocattoli; la più antica testimonianza scritta della loro presenza si trova all'interno del Genji monogatari.
L'arte giapponese vide un'evoluzione del suo stile durante il periodo Ashikaga, quando lo zen prese il sopravvento, introducendo così le figure tachibina: coppia di bambolotti in carta raffiguranti i consorti imperiali. Il buddhismo iniziò a diffondersi sempre maggiormente nell'arcipelago, di conseguenza figure buddiste divennero i soggetti più rappresentati dalle bambole del Giappone medievale.

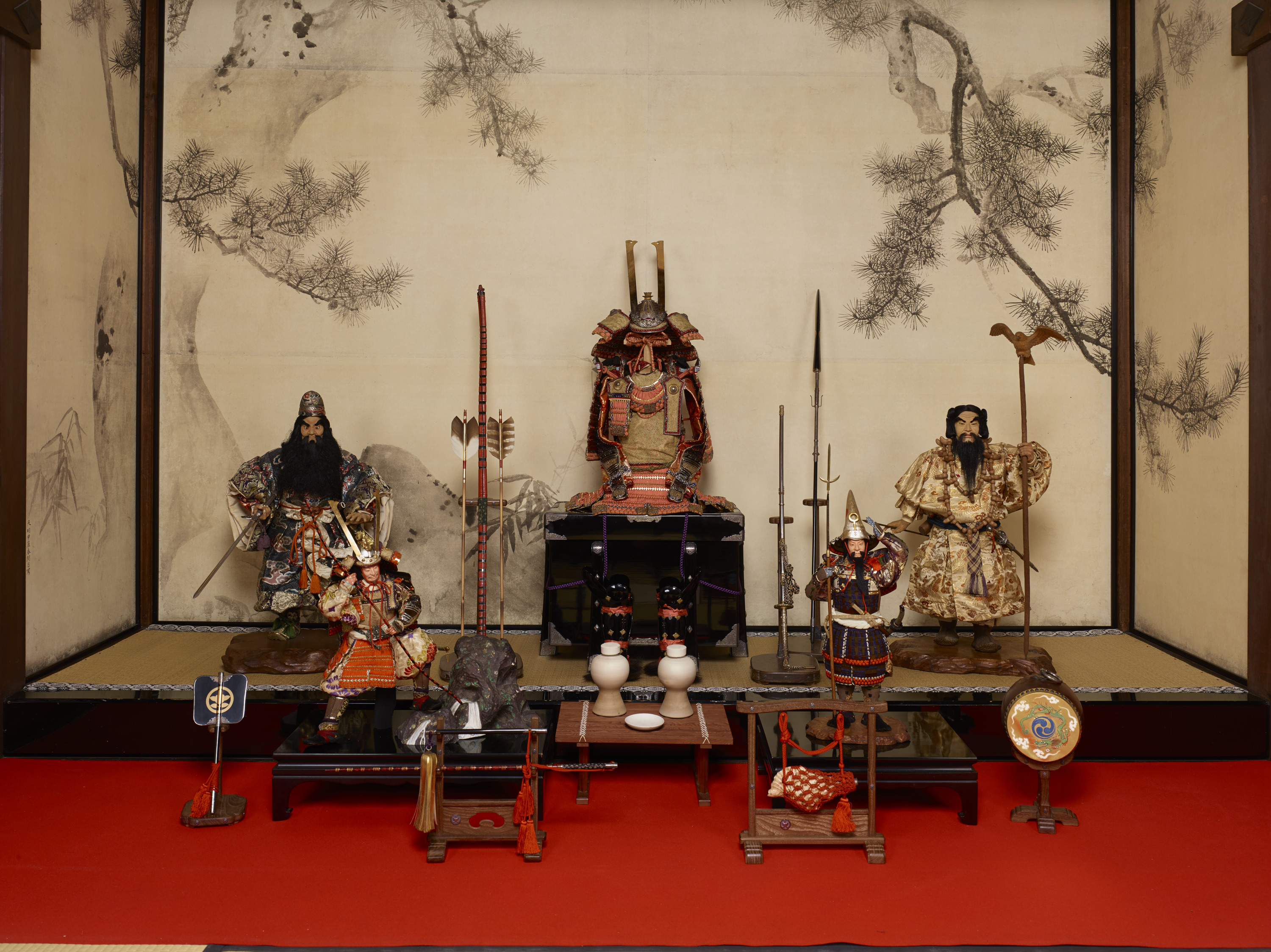
Bambole gogatsu del periodo Meiji raffiguranti Jinmu e altri comandanti militari come Minamoto Yoriyoshi e Katō Kiyomasa

Nel periodo Edo, dopo che l'omonima città divenne capitale, molti artigiani e mercanti vi si trasferirono in cerca di fortuna: ben presto il potere economico ricadde nelle loro mani e nacquero così i primi mecenati nipponici, che resero possibile superare le barriere finanziare ed aprire nuovi orizzonti agli artisti nella produzione di nuove opere. È infatti a quest'epoca che risalgono le principali bambole diffuse nella cultura giapponese odierna. Tra queste troviamo le bambole kokin-bina e gogatsu, raffiguranti rispettivamente la famiglia imperiale ed eroi storici e mitologici, le bambole isho, con un corpo di legno e vestiti realizzati in carta, rappresentanti attori di rappresentazioni come il kabuki e infine le bambole fushimi, le prime bambole di porcellana (tsuchi ningyō).
Contemporaneamente ebbe origine l'Hinamatsuri: per celebrare il sesto compleanno di sua figlia, l'imperatore Go-Mizunoo espose per la prima volta le bambole hina della bambina al palazzo imperiale; presto molte famiglie adottarono questa tradizione che, presto raggiunge anche il popolo e nel 1770 diviene festività nazionale. La funzione delle bambole iniziò così a diventare maggiormente espositiva, tuttavia la forte diffusione del buddismo in questo periodo favorì la creazione di nuove bambole votive, dette daruma.
Il Giappone venne fortemente influenzato dall'occidente nel periodo Meiji e la produzione di bambole non fu a ciò un'eccezione: i netsuke ad esempio, vista la grande richiesta da parte degli esploratori portoghesi, divennero sempre più dettagliati.
Oggi, nonostante le bambole tradizionali vengano ancora prodotte ed utilizzate, è in forte sviluppo l'industria dei modellini di persone e animali.

## Caratteristiche

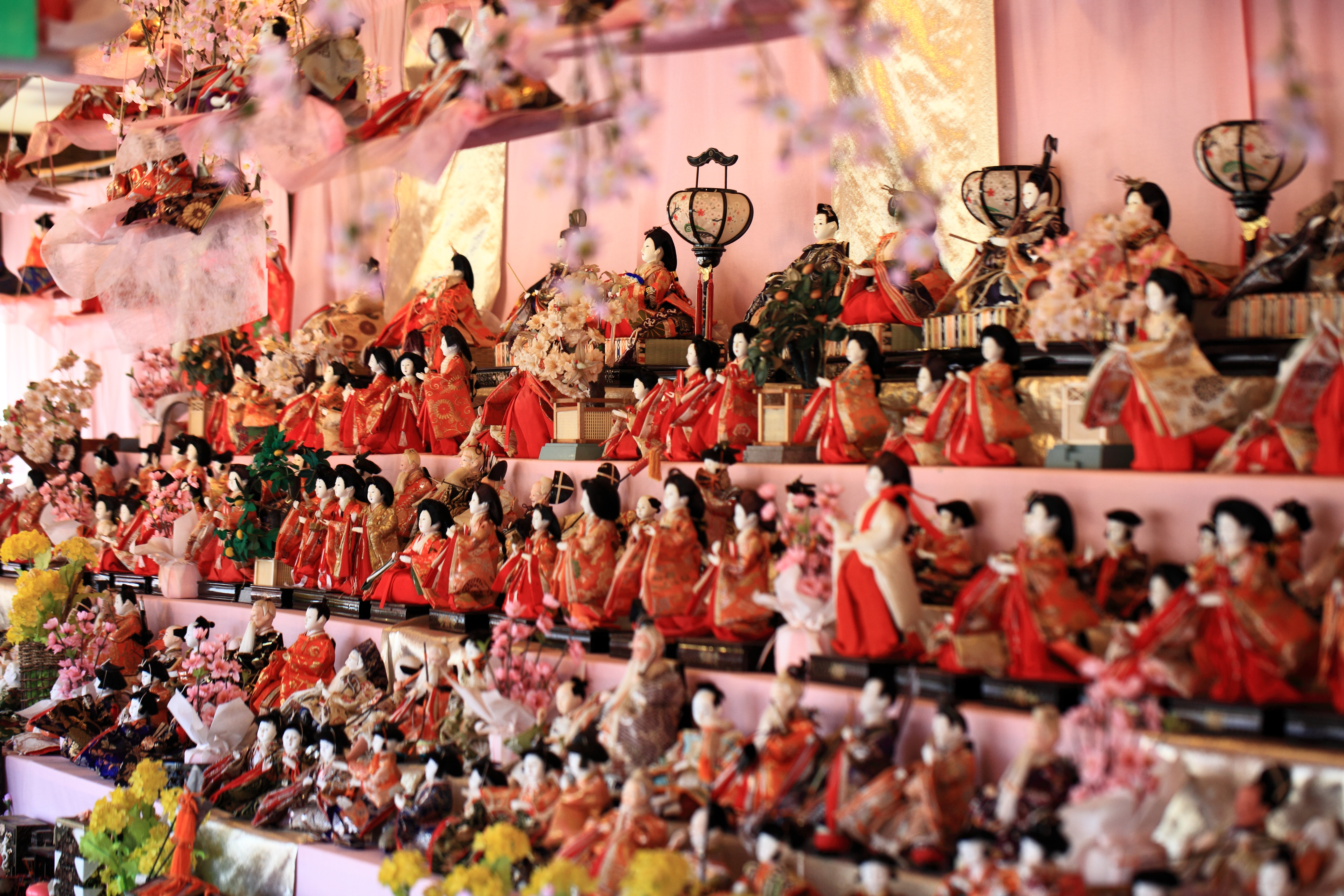
Bambole hina raffiguranti la famiglia imperiale

Nella cultura giapponese le bambole hanno funzioni principalmente votive, tuttavia possono venire impiegate anche come oggetti decorativi, tesori di famiglia, souvenir o pezzi d'arte.
Esistono diverse varietà di bambole, i cui principali elementi sono argilla, legno, carta, tessuto e lacca.
Le più comuni tipologie possiedono un corpo costruito in legno, una testa realizzata con segatura e colla e vestiti in tessuto.
Questi fantocci possono assumere forme prettamente umane o più fantasiose: l'esempio più noto di quest'ultima tipologia sono i daruma.
Le prime bambole giapponesi raffiguravano divinità e creature leggendarie del folclore giapponese; quando il buddismo si diffuse nell'arcipelago, iniziarono a venire rappresentate anche figure tratte da questa religione. I principali soggetti di queste bambole sono oggi componenti della famiglia imperiale del Giappone.

## Culto

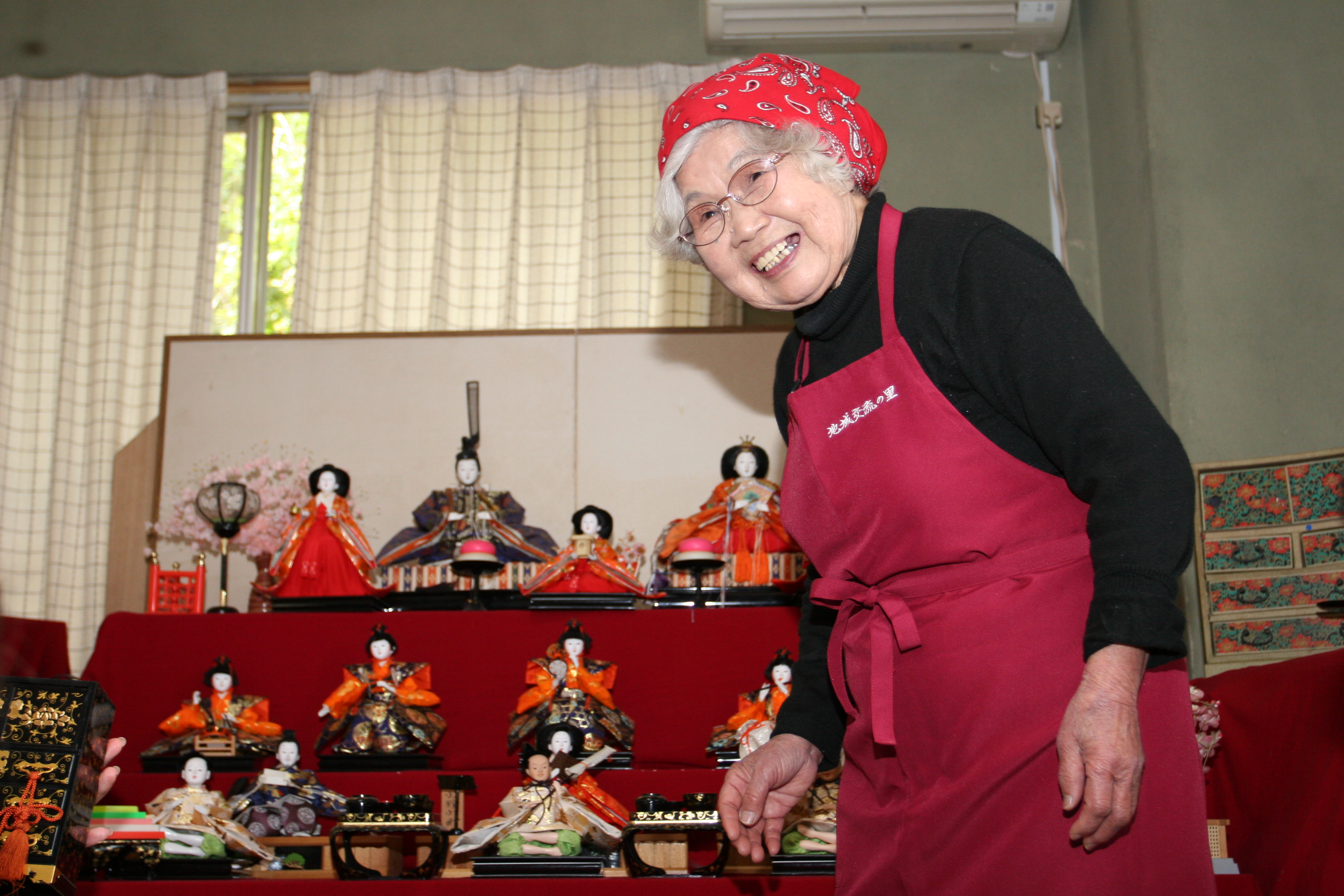
Una donna prepara alcune bambole per l'Hinamatsuri

Nella cultura giapponese le bambole non sono fatte per essere toccate; che siano votive o semplicemente cimeli di famiglia, la tradizione vuole che non vengano usate: si dice infatti che se le si tengono sigillate a lungo, diventeranno vive.
Durante l'Hinamatsuri, la festa delle bambine, ed il Kodomo no hi, la festa dei bambini, le bambole hina appartenenti alle famiglie vengono esposte: rappresentano la famiglia imperiale, vengono posizionate su un apposito scaffale costruito per l'evento e sono posizionate in alto o in basso in base al loro rango.
Quando una ragazza si sposa, porta le sue bambole hina con sé, che terrà fino al momento in cui la sua figlia primogenita si sposerà, la quale farà lo stesso con la sua bambina e così via.
Secondo le credenze popolari, le bambole nuove sono semplici fantocci, tuttavia quelle che vengono tramandate da generazioni possiedono un'anima e sono considerabili persone vere e proprie; nel caso una di esse si rovini eccessivamente, verrà presa per morta e dunque bruciata, gettata in un fiume, oppure donata al dio Kojin attraverso uno specifico rituale.

## Nella cultura di massa
Nel manga My Dress-Up Darling di Shinichi Fukuda, il protagonista Wakana Gojo (五条 新菜?, Gojō Wakana) si allena per diventare un artigiano di bambole Hina e sogna di diventare in futuro un Kashirashi, come suo nonno.